# 八幡神社 (鎌ケ谷市)
八幡神社（はちまんじんじゃ）は、千葉県鎌ケ谷市鎌ケ谷にある神社である。地名から、鎌ヶ谷八幡神社、鎌ヶ谷八幡宮とも称される。旧社格は村社。

## 祭神
- 誉田別尊

## 由緒
境内の由緒書によると勧請の理由について、鎌倉政権による八幡信仰の広がりによるものであろうと考察されている。創建年代については「諸説あるも記録四散により断定できない」とある。

## 境内社
天満宮　三峯神社　古峯神社　浅間神社

## 交通
- 京成松戸線鎌ヶ谷大仏駅から徒歩1分。

## 周辺
正面の道路向かいに鎌ヶ谷大仏がある。